# Veckosjö
Veckosjö (förkortning: vs), även vikusjö eller vika (finska: viku), är ett gammalt nordiskt längdmått som anger en viss väglängd till sjöss. Det är den distans ett roddarlag klarar innan det behöver avlösning eller vila. Avståndet varierar alltså beroende på roddarna, rådande vind, strömmar och andra faktorer.
I "det danska itinerariet" över en medeltida segelled från Utlängan i Blekinge till Tallinn i Estland uppgår längden av en veckosjö ("ukæsio") till i genomsnitt 4,2 nautiska mil eller distansminuter (motsvarande cirka 7,8 km); i den strida Kajana älv i norra Finland var en veckosjö endast 3,6 km mot strömmen. Måtten varierar dock kraftigt och har regionalt periodiskt överstigit en metrisk mil med flera kilometer.